# Добре Място (гміна)
Гмі́на До́бре Мя́сто (пол. Gmina Dobre Miasto) — місько-сільська гміна у північній Польщі. Належить до Ольштинського повіту Вармінсько-Мазурського воєводства.
Станом на 31 грудня 2022 у гміні проживало 15157 особи.

## Територія
Згідно з даними за 2007 рік площа гміни становила 258.67 км², у тому числі:
- орні землі: 49.00%
- ліси: 34.00%

Таким чином, площа гміни становить 9.11% площі повіту.

## Населення
Станом на 31 грудня 2022:
| Опис    | Загалом | Загалом | Чоловіки | Чоловіки | Жінки | Жінки |
| ------- | ------- | ------- | -------- | -------- | ----- | ----- |
| одиниця | осіб    | %       | осіб     | %        | осіб  | %     |
|         | 15157   | 100     | 7399     | 48.8     | 7758  | 51.2  |

## Сусідні гміни
Гміна Добре Място межує з такими гмінами: Дивіти, Єзьорани, Лідзбарк-Вармінський, Любоміно, Сьвйонткі.